# Geranopsis hastingsiae
Geranopsis hastingsiae — вид викопних птахів родини журавлевих (Gruidae). Вид мешкав в еоцені у Західній Європі. Голотип (номер BMNH A 30331) знаходиться у Музеї природничої історії в Лондоні.